# Reign Edwards
Reign Edwards (Maryland, 1º dicembre 1996) è un'attrice, cantante e modella statunitense, nota per aver interpretato il ruolo di Nicole Avant Forrester Dominguez nella soap Beautiful (The Bold and the Beautiful).

## Biografia
Reign Edwards è nata il 1º dicembre 1996 a Maryland (Stati Uniti d'America), da madre Destini Edwards e da padre Destini Edwards, ed ha una sorella che si chiama Destini.

## Carriera
Reign Edwards nel 2008 ha iniziato a recitare come attrice nel film Explicit Ills diretto da Mark Webber, dopodiché ha interpretato diversi ruoli in film e serie televisive. Nel 2010 ha ricoperto il ruolo di Leah nel cortometraggio Thicker Than Water diretto da Robyn Charles. L'anno successivo, nel 2011, ha recitato nel film 35 and Ticking diretto da Russ Parr. Nel 2013 ha preso parte al video musicale Like We Grown di Trevor Jackson. Nel 2015 ha recitato nelle serie K.C. Agente Segreto (K.C. Undercover), nel ruolo di Kitten e in I Thunderman (The Thundermans), nel ruolo di Winnie Lee.
Dal 2015 al 2018 è stata scelta per interpretare il ruolo di Nicole Avant Forrester Dominguez nella soap opera Beautiful (The Bold and the Beautiful). Per quest'ultima interpretazione è stata nominata per nella categoria Miglior giovane attrice in una serie drammatica nel 2016 e nel 2018, mentre nel 2018 nella categoria Miglior canzone originale per una serie drammatica. Dal 2017 al 2019 ha interpretato il ruolo di Leanna Martin nella serie MacGyver. Dal 2017 al 2021 è entrata a far parte del cast della serie Snowfall. Nel 2018 ha ricoperto il ruolo di Brooke nel film Hell Fest diretto da Gregory Plotkin.
Nel 2019 ha ricoperto il ruolo di Cody nella serie Into the Dark. Dal 2020 al 2022 è entrata a far parte del cast della serie The Wilds, nel ruolo di Rachel Reid. Nel 2022 ha interpretato il ruolo di Mackenzie Schaffer nel film Love You Anyway diretto da Anna Matz. L'anno successivo, nel 2023, ha ricoperto il ruolo di Britney nel film Old Dads diretto da Bill Burr.

## Filmografia

### Cinema
- Explicit Ills, regia di Mark Webber (2008)
- 35 and Ticking, regia di Russ Parr (2011)
- Hell Fest, regia di Gregory Plotkin (2018)
- Love You Anyway, regia di Anna Matz (2022)
- Old Dads, regia di Bill Burr (2023)

### Televisione
- K.C. Agente Segreto (K.C. Undercover) – serie TV, episodio 1x19 (2015)
- I Thunderman (The Thundermans) – serie TV, episodi 2x11-2x21-2x23 (2015)
- Beautiful (The Bold and the Beautiful) – soap opera, 267 puntate (2015-2018)
- MacGyver – serie TV, 13 episodi (2017-2019)
- Snowfall – serie TV, 20 episodi (2017-2021)
- Into the Dark – serie TV, episodio 2x02 (2019)
- The Wilds – serie TV, 18 episodi (2020-2022)

### Cortometraggi
- Thicker Than Water, regia di Robyn Charles (2010)

### Video musicali
- Like We Grown di Trevor Jackson (2013)

## Doppiatrici italiane
Nelle versioni in italiano delle opere in cui ha recitato, Reign Edwards è stata doppiata da:
- Erica Necci in Beautiful[20], in Snowfall[21]
- Eva Padoan in Hell Fest[22], in Into the Dark[23]
- Roisin Nicosia in K.C. Agente Segreto
- Martina Tamburello in The Wilds[24]
- Veronica Puccio in Old Dads

## Riconoscimenti
- Daytime Emmy Awards
  - 2016: Candidata come Miglior giovane attrice in una serie drammatica per la soap opera Beautiful (The Bold and the Beautiful)
  - 2017: Candidata come Miglior canzone originale per una serie drammatica per la soap opera Beautiful (The Bold and the Beautiful)
  - 2018: Candidata come Miglior giovane attrice in una serie drammatica per la soap opera Beautiful (The Bold and the Beautiful)
- Soap Awards, Francia
  - 2017: Candidata come Miglior nuovo personaggio per la soap opera Beautiful (The Bold and the Beautiful)